# Takahashi Korekiyo
Takahashi Korekiyo, 1er vicomte Takahashi (高橋 是清), né le 27 juillet 1854 à Edo (Tokyo) et mort dans cette même ville le 26 février 1936, est un homme d'État japonais.
Il est fait ministre des Finances du premier ministre Yamamoto Gonnohyōe en 1913. À nouveau ministre des Finances dans le gouvernement de Hara Takashi en 1918, il devient le 20e Premier ministre du Japon (du 13 novembre 1921 au 12 juin 1922) après l'assassinat de Hara.